# Plecia arachne
Plecia arachne är en tvåvingeart som beskrevs av Fitzgerald 1998. Plecia arachne ingår i släktet Plecia och familjen hårmyggor. Inga underarter finns listade i Catalogue of Life.